# Istituto Affari Internazionali
Ente privado sin fines de lucro, el Istituto Affari Internazionali (IAI) (español: Instituto de Asuntos Internacionales) fue fundado en 1965 por la Fundación Olivetti, la Asociación de cultura y política Il Mulino y la Asociación cultural Centro di Studi Nord e Sud, por iniciativa de Altiero Spinelli, su primer director. Spinelli creó un instituto de estudios internacionales siguiendo el modelo de los think tanks anglosajones: una estructura ágil, privada, diferenciada de los institutos universitarios y departamentos de estudio de entes y ministerios, pero con la capacidad de interactuar y cooperar eficazmente con el gobierno, la administración pública, los principales actores económicos nacionales y los centros de estudios extranjeros más acreditados. Aún hoy, estos siguen siendo las características distintivas del IAI.
Desde septiembre de 2020, el Instituto tiene su sede en el Palazzo Cipolla, edificación del siglo XIX y elegante ejemplo de la arquitectura neorrenacentista en Roma. El Instituto persigue tres objetivos prioritarios: la investigación, la elaboración de ideas y estrategias políticas, y la formación y difusión del conocimiento de los problemas internacionales.

## Investigación
Los principales sectores de investigación son los siguientes:
- Unión Europea, políticas y Instituciones
- Actores globales (Estados Unidos, América Latina, Asia, Rusia
- Mediterráneo, Oriente Medio y África
- Seguridad y defensa
- Energía, clima y recursos
- Multilateralismo y gobernanza mundial (economía política internacional, Organización Mundial del Comercio, G-7)
- Política exterior de Italia

Un grupo científico es el responsable de llevar a cabo las investigaciones. Dicho grupo está compuesto, aproximadamente, por 40 investigadores, diez de los cuales son directores de área o de proyecto. Gran parte de los proyectos de investigación se desarrolla en colaboración con institutos externos de características análogas.
Asimismo, el Instituto es miembro activo – e incluso, a veces, ha sido uno de los promotores - de distintas e importantes redes de investigación transnacionales:
- Council of Councils[1]
- EuroMeSCo (EuroMediterranean Study Commission)[2]
- ETTG (European Think Tanks Group)[3]
- TEPSA (Trans European Policy Studies Association)[4]

## Publicaciones
El Instituto publica revistas y monografías:
- AffarInternazionali, una revista en línea de política, estrategia y economía[5]
- The International Spectator, una revista trimestral redactada en lengua inglesa que trata asuntos de política internacional peer reviewed (artículos sometidos a un proceso de evaluación), publicada por la Editorial Routledge (Taylor & Francis Group)[6]
- Trends and Perspectives in International Politics, libros (en inglés) sobre temas relacionados con las relaciones internacionales, publicados por la Editorial Routledge[7]
- IAI Research Studies, libros (en inglés o italiano) sobre problemas de política y economía internacional, objeto de la actividad del Instituto o sobre otros temas de actualidad[8]
- IAI Papers y Documenti IAI, documentos de trabajo (en inglés o italiano)[9]
- IAI Commentaries, artículos de opinión sobre asuntos de la actualidad internacional o vinculadas a la política exterior de Italia (en inglés)[10]

El IAI gestiona, además, dos sitios web:
- iai.it:  página web oficial del Instituto
- affarinternazionali.it: página web de la homónima revista en línea